# Wicked (musical)
Wicked: The Untold Story of the Witches of Oz (Wicked: La historia jamás contada de las brujas de Oz en español) es un musical con canciones de Stephen Schwartz y libreto de Winnie Holzman. Basado en la novela Wicked: Memorias de una bruja mala de Gregory Maguire, historia paralela a los hechos narrados en el clásico literario El maravilloso mago de Oz de L. Frank Baum, y en la película El mago de Oz de Metro-Goldwyn-Mayer, la obra explica los orígenes de las brujas del país de Oz —Elphaba, la bruja mala del oeste, y Glinda, la bruja buena— y ofrece una versión alternativa de su participación en los acontecimientos desencadenados por la llegada de Dorothy desde Kansas, tocando temas como la discriminación y el racismo, el empoderamiento femenino o la corrupción política.
Tras un periodo de prueba en San Francisco, el espectáculo se estrenó en 2003 en el Gershwin Theatre de Broadway, con Idina Menzel y Kristin Chenoweth en los papeles protagonistas, y fue nominado a diez premios Tony, imponiéndose finalmente en las categorías de mejor actriz principal, mejor diseño de escenografía y mejor diseño de vestuario. En la actualidad ocupa el cuarto puesto de la lista de espectáculos de mayor permanencia en cartel en la historia de Broadway y acumula unos ingresos de más de 1 700 millones de dólares, un dato solo superado por la producción neoyorquina de El rey león.
Desde su debut en Estados Unidos, Wicked ha sido puesto en escena en numerosas ocasiones a lo largo de todo el mundo, incluyendo un montaje en el West End londinense y varias giras por Norteamérica y Reino Unido.

## Argumento

### Acto I
La historia arranca con los habitantes del país de Oz celebrando la muerte de la bruja mala del oeste, Elphaba, a manos de la niña Dorothy. Glinda, la bruja buena, desciende en una burbuja y se dirige a sus conciudadanos para confirmar la noticia. De pronto, alguien entre la multitud pregunta por la verdadera naturaleza del mal y Glinda les habla de los orígenes de Elphaba. Hija del gobernador de Munchkinland y su esposa, Elphaba sufrió el rechazo de su propio padre debido a la tonalidad verde de su piel, consecuencia del elixir del mismo color que su madre solía tomar junto a un amante secreto antes de que ella naciese. Glinda es cuestionada sobre su supuesta amistad con Elphaba y la bruja admite que las dos se conocieron durante su etapa de estudiantes («No One Mourns the Wicked»).
A través de un flashback, la acción retrocede hasta el día en que Elphaba llega a la universidad de Shiz acompañada de su padre y su hermana pequeña Nessarose, futura gobernante de Munchkinland («Dear Old Shiz»). A diferencia de Elphaba, Nessarose no tiene la piel de color verde, aunque está impedida en una silla de ruedas. Antes de dejar a sus hijas en la universidad, el gobernador regala a Nessarose un par de zapatos plateados a modo de despedida.
Madame Morrible, la directora de Shiz, toma bajo su protección a Nessarose y asigna como compañera de cuarto de Elphaba a Galinda, una joven con una personalidad superficial y vanidosa. Disgustada por la decisión, Elphaba manifiesta sus habilidades mágicas delante de Madame Morrible, quien reconoce al instante el potencial de la muchacha y le ofrece la posibilidad de estudiar brujería y conocer al maravilloso mago de Oz, algo con lo que Elphaba siempre ha soñado («The Wizard and I»). Toda esta atención sobre su compañera de cuarto despierta los celos de Galinda, acrecentando el rechazo mutuo que sienten la una por la otra («What is this Feeling?»). Durante una clase del Doctor Dillamond, una cabra que imparte la asignatura de historia y único profesor no humano de la facultad, las dos jóvenes vuelven a chocar debido a sus diferentes puntos de vista y Galinda no puede ocultar su desagrado por la tendencia del maestro a llamarla «Glinda». Cuando Dillamond descubre que alguien ha escrito en la pizarra un mensaje de odio hacia los animales, el profesor da por finalizada la clase. A solas con Elphaba, Dillamond confiesa a la muchacha que algo extraño está ocurriendo en Oz, ya que muchos animales han empezado a perder la capacidad de hablar. Antes de marcharse, Elphaba le dice que alguien debería informar al mago de un asunto tan grave («Something Bad»).
La llegada de Fiyero Tigelaar, príncipe de Winkie, revoluciona a los estudiantes de Shiz, especialmente a Galinda. Fiyero intenta contagiar a todos con su estilo de vida desenfadado y propone salir a bailar esa noche. Boq, un joven munchkin que está enamorado de Galinda, le pide ser su pareja de baile, pero la muchacha sugiere que invite a Nessarose y así ella pueda acudir a la fiesta con Fiyero. Feliz por la proposición de Boq, Nessarose le cuenta a su hermana que todo ha sido posible gracias a Galinda. Mientras se arregla para la velada, Galinda regala a su compañera de cuarto un sombrero negro terminado en punta con la intención de burlarse de ella, pero Elphaba lo interpreta como un gesto amable. Esa noche, en el Ozdust Ballroom, Boq intenta confesar a Nessarose el verdadero motivo por el que la ha invitado a salir. Sin embargo, viendo el entusiasmo de la muchacha, el joven munchkin decide continuar con la mentira para no herir sus sentimientos. De pronto aparece Madame Morrible y comunica a Galinda que ha sido admitida en el seminario de brujería gracias a la recomendación de su compañera de cuarto. Justo en ese momento llega Elphaba ataviada con su sombrero y todos los estudiantes estallan en carcajadas. Humillada, la muchacha finge indiferencia y comienza a bailar sola. Sintiéndose culpable, Galinda se une a Elphaba en la pista de baile y logra que todos dejen de reírse de ella. Después de este episodio, las dos empiezan a verse con otros ojos («Dancing Through Life»).
De regreso a su habitación, Galinda y Elphaba continúan intimando. Elphaba se abre a Galinda por primera vez y le habla de la complicada relación que tiene con su padre y de lo culpable que se siente por la invalidez de Nessarose, ya que el gobernador, temiendo que su segunda hija también viniese al mundo con la piel de color verde, obligó a su esposa a tomar leche de flores durante el embarazo. Sin embargo, el brebaje adelantó el parto y provocó que Nessarose naciese incapacitada, causando además la muerte de su madre. Galinda conforta a Elphaba y le dice que ella no es responsable de la condición de su hermana. Para levantarle el ánimo, Galinda se ofrece a transformar a su nueva amiga en una persona popular («Popular»). 
A la mañana siguiente, el Doctor Dillamond anuncia que este es su último día en la facultad, ya que han prohibido que los animales continúen impartiendo clases. Antes de ser detenido, el profesor alienta a sus alumnos a buscar siempre la verdad. Elphaba se muestra indignada, pero Madame Morrible le dice que no hay nada que puedan hacer. El profesor sustituto enseña a los estudiantes una jaula con un cachorro de león dentro, símbolo de una nueva era en la que los animales vivirán encerrados y jamás aprenderán a hablar. Elphaba no puede reprimir su enfado y, haciendo uso de sus poderes, desata el caos en el aula. Fiyero aprovecha la confusión para robar la jaula y escapar con Elphaba. A solas, los dos jóvenes comparten un momento de intimidad, pero cuando la situación comienza a ponerse incómoda, él se marcha con el pretexto de liberar al cachorro. Consciente de que está empezando a enamorarse, Elphaba lamenta que un chico como Fiyero jamás se fijaría en ella («I'm Not that Girl»). 
Madame Morrible llega con buenas noticias de la Ciudad Esmeralda: el mago ha solicitado conocer a Elphaba. Galinda acompaña a Elphaba a la estación de tren para despedirse de su amiga y le da algunos consejos sobre cómo comportarse ante el mago. Nessarose también acude con Boq y se hace patente que el muchacho no soporta estar a su lado. El último en aparecer es Fiyero, quien confiesa a Elphaba que no ha dejado de pensar en el incidente del cachorro de león. En un intento por ganarse el respeto del joven príncipe, Galinda anuncia que ha decidido cambiar su nombre por «Glinda» para solidarizarse con el Doctor Dillamond, pero a él no parece importarle demasiado. Viendo a su amiga contrariada, Elphaba invita a Glinda a acompañarla a la Ciudad Esmeralda («One Short Day»).
Tras pasar un día inolvidable en la capital, Elphaba y Glinda por fin conocen al mago, quien resulta ser un hombre de lo más corriente («A Sentimental Man»). Cuando Elphaba intenta advertirle de la conspiración contra los animales que está teniendo lugar en Oz, él solicita que le haga una demostración de sus poderes antes de atender cualquier petición. Entonces aparece Madame Morrible y se revela como la nueva secretaria de prensa del mago. Madame Morrible sugiere a Elphaba que haga levitar a Chistery, uno de los monos sirvientes del palacio, y para ello le entrega un antiguo libro de hechizos conocido como el Grimmerie y que solo aquellos con habilidades mágicas pueden leer. Elphaba formula un encantamiento e inconscientemente provoca que Chistery y el resto de monos desarrollen un par de alas. Sin embargo, la joven pronto descubre que ha sido manipulada por el mago, quien resulta ser un farsante cuyo único propósito es utilizar a los monos alados como espías y así obtener reportes de cualquier actividad animal subversiva. Horrorizada, Elphaba coge el Grimmerie y sale huyendo escaleras arriba seguida por Glinda. Para evitar que se destape el complot, Madame Morrible lanza una orden de búsqueda y captura contra Elphaba, acusándola ante todo Oz de ser un bruja malvada. Glinda ruega a Elphaba que regrese y pida perdón al mago, pero ella se reafirma en su voluntad de desafiar a lo establecido. Las dos amigas se desean lo mejor antes de separarse y Elphaba abandona la Ciudad Esmeralda levitando sobre una escoba («Defying Gravity»).

### Acto II
Algún tiempo después, Elphaba continúa desaparecida y su oposición al mago le ha granjeado el título de «la bruja mala del oeste», a la par que circulan rumores de todo tipo sobre sus diabólicas acciones («No One Mourns the Wicked (Reprise)»). Glinda, quien se ha convertido en un instrumento de propaganda del régimen y ahora es conocida como «Glinda la buena», intenta levantar el ánimo de los habitantes de Oz durante una conferencia de prensa. Madame Morrible anuncia el compromiso de Glinda con Fiyero, quien ha aceptado el cargo de capitán de la guardia solo para intentar localizar a Elphaba. Molesto por las absurdas historias que se cuentan sobre su amiga, incluyendo una según la cual el contacto con el agua puede disolverla, Fiyero reprocha a Glinda que consienta formar parte de toda esa farsa. La joven se defiende y le dice que él no es el único que echa de menos a Elphaba, pero que tienen que continuar con sus vidas ya que tal vez ella no desea ser encontrada. Fiyero se marcha apenado y Glinda trata de mantener la compostura frente a la multitud, aunque por dentro empieza a ser consciente del precio que está pagando por hacer realidad sus sueños («Thank Goodness»).
Elphaba regresa a la casa familiar en busca de apoyo, pero allí descubre que su padre ha fallecido y ahora Nessarose es la nueva gobernadora de Munchkinland. Nessarose, en un intento desesperado de retener a Boq a su lado, ha suprimido las libertades del pueblo de los munchkin y se ha convertido en una dirigente despótica. La joven rehúsa unirse a la causa de su hermana y le reprocha que nunca haya hecho uso de sus poderes para ayudarla. Entonces, Elphaba lanza un encantamiento que transforma los zapatos plateados de Nessarose en unos zapatos rojos de rubíes, otorgándole la capacidad de andar. Nessarose llama a Boq deseosa de compartir la buena noticia, pero él lo interpreta como una señal de que no le necesita más y anuncia su intención de dejar Munchkinland, ya que quiere ir a ver a Glinda cuanto antes y confesarle sus sentimientos. Encolerizada, Nessarose coge el Grimmerie y trata de utilizarlo para que el muchacho se enamore de ella, pero el hechizo sale mal y el corazón de Boq comienza a encogerse. Elphaba interviene y consigue salvar la vida del joven munchkin con otro encantamiento, mientras una arrepentida Nessarose se derrumba y asume que por sus acciones ella sí merece ser llamada «la bruja mala del este». Viendo que las cosas entre las dos nunca van a funcionar, Elphaba se despide y parte hacia la Ciudad Esmeralda. Boq, quien había perdido el conocimiento, despierta y comprueba horrorizado que ha sido trasformado en un hombre de hojalata, única forma que Elphaba encontró de que pudiese sobrevivir sin corazón. Sin embargo, Nessarose le oculta la verdad y culpa de todo a su hermana («The Wicked Witch of the East»).
De vuelta a la Ciudad Esmeralda, Elphaba es sorprendida por el mago mientras intenta liberar a los monos alados. El hombre trata de manipularla para que se convierta en su aliada y le habla de cómo llegó a su posición casi por casualidad, simplemente contándole a los habitantes de Oz lo que ellos deseaban escuchar («Wonderful»). Elphaba está a punto de sucumbir cuando descubre que entre los animales prisioneros se encuentra el Doctor Dillamond, ahora ya desprovisto de toda capacidad de hablar. Enfurecida, la joven vuelve a desafiar al mago y este avisa a la guardia. Fiyero acude a la llamada seguido de Glinda, pero en lugar detener a Elphaba, el capitán decide fugarse con ella a pesar de los ruegos de su prometida. Sintiéndose traicionada, Glinda sugiere al mago y a Madame Morrible que utilicen a Nessarose como cebo para atrapar a Elphaba. A solas, la muchacha se lamenta porque Fiyero nunca la ha querido («I'm Not that Girl (Reprise)»).
En un bosque cercano, Elphaba y Fiyero se confiesan su amor mutuo y prometen permanecer siempre juntos («As Long as You're Mine»). De pronto, la joven comienza a tener una extraña visión en la que aparece una casa volando por el cielo y deduce que Nessarose está en peligro. Antes de que Elphaba se marche a investigar, Fiyero le habla de un castillo que su familia posee en Kiamo Ko y que ella puede utilizar como escondite.
Mientras tanto, la granja de Dorothy Gale es arrastrada por un tornado desde Kansas y al estrellarse sobre Munchkinland aplasta a Nessarose, matándola al instante. Glinda es la primera en llegar y envía a la niña a la Ciudad Esmeralda a través del camino de baldosas amarillas. Justo en ese momento aparece una afligida Elphaba y reprocha a Glinda que haya entregado a Dorothy los zapatos de rubíes, único recuerdo que le podía haber quedado de su hermana. Entonces las dos brujas se enzarzan en una discusión, pero son interrumpidos por la guardia que viene a detener a Elphaba. Fiyero acude al rescate y toma como rehén a Glinda, permitiendo a Elphaba escapar. Los guardias apresan al capitán y lo cuelgan de un poste para que revele el escondite de la bruja mala del oeste. Desde la distancia, Elphaba trata de formular un hechizo que proteja a Fiyero, pero sintiendo que todas sus decisiones han acabado desastrosamente, la joven decide honrar a su fama y renuncia a cualquier intento de hacer el bien («No Good Deed»).
Alentados por las habladurías, los ciudadanos de Oz se preparan para dar caza a la bruja mala del oeste. Boq, ahora el hombre de hojalata, contribuye al clima de odio culpando a Elphaba de su nueva condición, a la par que la señala como responsable del carácter cobarde que ha desarrollado el león que ella y Fiyero liberaron tiempo atrás. Glinda descubre que Madame Morrible está detrás del tornado que provocó la muerte de Nessarose, ya que su especialidad es el control de los fenómenos meteorológicos, pero la directora le recuerda que ella ha sido parte fundamental del complot y que también tiene las manos manchadas de sangre. Horrorizada, Glinda huye corriendo para alertar a Elphaba mientras la multitud se dirige al castillo de Kiamo Ko («March of the Witch Hunters»).
Elphaba logra atrapar a Dorothy y la lleva prisionera a Kiamo Ko, negándose a liberarla hasta que no le devuelva los zapatos de rubíes de Nessarose. Glinda llega y le ruega que deje marchar a la niña antes de que sea demasiado tarde. La conversación es interrumpida por un mono alado, que trae una carta con noticias de Fiyero. Elphaba lee la carta e informa a Glinda de que el joven ha muerto. Viendo que ha llegado el momento de rendirse, Elphaba entrega a Glinda el Grimmerie y le hace prometer que nunca intentará limpiar su nombre, ya que todos se volverían en su contra. Las dos amigas hacen las paces y confiesan que gracias a haberse conocido ahora son una mejor versión de sí mismas («For Good»). La multitud llega y Elphaba pide a Glinda que se oculte. Desde su escondite, la muchacha es testigo de cómo Elphaba se disuelve después de que Dorothy le arroje un cubo de agua encima, dejando únicamente su sombrero y una botella de elixir verde que perteneció a su madre y que siempre llevaba con ella.
De vuelta a la Ciudad Esmeralda, Glinda se enfrenta al mago y averigua que en realidad él es el padre biológico de Elphaba y por tanto el responsable de que ella naciese con la piel de color verde. Madame Morrible llega a la conclusión de que Elphaba fue tan poderosa por ser hija de dos mundos. Glinda obliga al mago a abandonar Oz a bordo de su globo aerostático y envía a Madame Morrible a prisión.
Mientras tanto, en el castillo de Kiamo Ko, un espantapájaros acude al lugar donde Dorothy arrojó el cubo de agua sobre Elphaba. El espantapájaros no es otro que Fiyero, a quien el encantamiento de Elphaba le hizo adoptar esa forma para protegerlo de la tortura de los guardias. De pronto, Elphaba emerge de una trampilla y se revela que todo fue un ardid de los dos para simular su muerte y así poder escapar de sus enemigos. Antes de partir, Elphaba lamenta no poder decirle a Glinda que ella y Fiyero están vivos. La acción regresa al punto donde arrancó la historia, con los habitantes de Oz celebrando la muerte de la bruja mala del oeste. Una afligida Glinda promete hacer honor a su nombre y combatir el mal de ahí en adelante, mientras Elphaba y Fiyero se alejan para comenzar una nueva vida juntos («Finale»).

## Producciones

### Broadway
Antes de su llegada a Broadway, Wicked debutó a modo de prueba en el Curran Theatre de San Francisco, donde pudo verse entre el 10 y el 29 de junio de 2003, con un elenco liderado por Idina Menzel como Elphaba, Kristin Chenoweth como Glinda, Norbert Leo Butz como Fiyero, Robert Morse como el mago, Carole Shelley como Madame Morrible, Michelle Federer como Nessarose, Kirk McDonald como Boq y John Horton como Doctor Dillamond. Tras estas primeras representaciones se introdujeron ajustes en el libreto y algunos elementos que no terminaban de encajar fueron desechados, como es el caso de la canción «Which Way is the Party?», predecesora de «Dancing Through Life». Además se potenció el personaje de Elphaba para equilibrar las interpretaciones de Idina Menzel y Kristin Chenoweth.
La première oficial neoyorquina tuvo lugar el 30 de octubre de 2003 en el Gershwin Theatre, con funciones previas desde el 8 de octubre y una compañía muy similar a la que había estrenado el espectáculo en San Francisco, incluyendo a Idina Menzel como Elphaba, Kristin Chenoweth como Glinda, Norbert Leo Butz como Fiyero, Carole Shelley como Madame Morrible y Michelle Federer como Nessarose. Junto a ellos, Joel Grey como el mago, Christopher Fitzgerald como Boq y William Youmans como Doctor Dillamond completaron el reparto original. Aunque la respuesta de la crítica no fue especialmente entusiasta, la obra recibió el apoyo masivo del público y en poco más de un año consiguió recuperar la inversión inicial de catorce millones de dólares.
Producido por Marc Platt, Universal Pictures, The Araca Group, Jon B. Platt y David Stone, Wicked cuenta con dirección de Joe Mantello, coreografía de Wayne Cilento, diseño de escenografía de Eugene Lee, diseño de vestuario de Susan Hilferty, diseño de iluminación de Kenneth Posner, diseño de sonido de Tony Meola, orquestaciones de William David Brohn y dirección musical de Stephen Oremus.
El 12 de marzo de 2020, la producción se vio obligada a echar el cierre de manera provisional debido a la pandemia de COVID-19. Tras año y medio de inactividad, Wicked reabrió sus puertas el 14 de septiembre de 2021. En la actualidad ocupa el cuarto puesto de la lista de espectáculos de mayor permanencia en cartel en la historia de Broadway, con más de 8 000 representaciones a sus espaldas, y acumula unos ingresos de 1 700 millones de dólares, un dato solo superado por el montaje neoyorquino de El rey león. Entre los muchos galardones y reconocimientos que atesora destacan tres premios Tony y siete Drama Desk, además de un Grammy para el mejor álbum de teatro musical.

### West End
La buena acogida en el mercado estadounidense propició el estreno en Londres, donde el espectáculo levantó el telón el 27 de septiembre de 2006 en el Apollo Victoria Theatre del West End, con funciones previas desde el 7 de septiembre y el mismo equipo creativo que su homólogo en Broadway. De cara al debut en la capital inglesa, el libreto fue revisado y se introdujeron algunos cambios en el texto, así como ligeras modificaciones en la coreografía y los efectos especiales. Posteriormente, todas esas mejoras han sido incorporadas en el resto de puestas en escena internacionales.
Idina Menzel, quien ya había protagonizado el musical en Nueva York, volvió a ponerse en la piel de Elphaba, acompañada de Helen Dallimore como Glinda, Adam García como Fiyero, Nigel Planer como el mago, Miriam Margolyes como Madame Morrible, Katie Rowley Jones como Nessarose, James Gillan como Boq y Martin Ball como Doctor Dillamond. Al igual que había ocurrido en Broadway, el montaje rápidamente se convirtió en un éxito de público a pesar de que fue recibido con opiniones divididas por parte de la crítica especializada. Tras la marcha de Idina Menzel en enero de 2007, el papel de Elphaba pasó a Kerry Ellis, hasta entonces suplente de ese mismo personaje.
La versión londinense de Wicked también sufrió los efectos de la pandemia de COVID-19 y el 16 de marzo de 2020 se vio forzada a bajar la persiana temporalmente, no pudiendo reanudar las representaciones hasta el 15 de septiembre de 2021. En la actualidad continúa su andadura en el Apollo Victoria Theatre, donde ya ha superado los doce millones de espectadores durante las más de 6 500 funciones que se han llevado a cabo.

### Ciudad de México

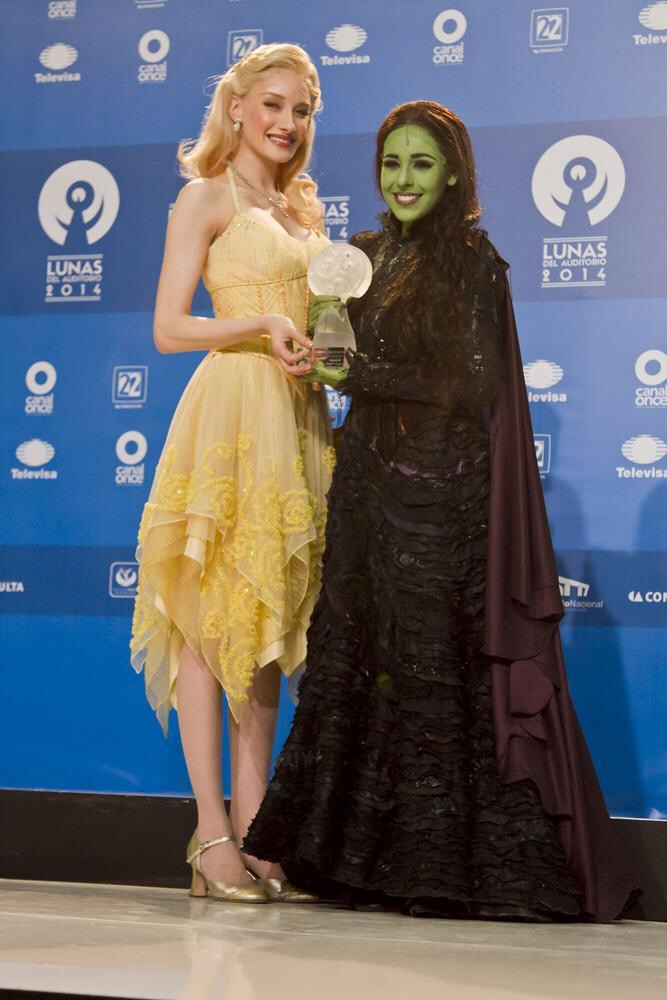
Cecilia de la Cueva y Danna Paola en la edición de 2014 de los premios Lunas del Auditorio

La première mundial en idioma español tuvo lugar el 17 de octubre de 2013 en el Teatro Telcel de Ciudad de México, con producción de OCESA y un elenco encabezado por Danna Paola y Ana Cecilia Anzaldúa como Elphaba, Cecilia de la Cueva como Glinda, Paco Morales como el mago, Anahí Allué como Srta. Mórrida, Jorge Lau como Fiyero, Marisol Meneses como Nessarose, Adam Sadwing como Boq, Beto Torres como Doctor Dillamond y Majo Pérez como alternante de Glinda. El equipo creativo local lo formaron James Kelly en la dirección residente, Isaac Saúl en la dirección musical y Marco Villafán en la adaptación del libreto al castellano.
El 25 de mayo de 2014, Crisanta Gómez se incorporó al reparto para interpretar a Glinda como artista invitada en funciones puntuales, mientras que el 11 de junio de ese mismo año, Majo Pérez ascendió a titular, compartiendo desde entonces el papel de Glinda con Cecilia de la Cueva. Además, durante la segunda temporada, la compañía contó con la colaboración estelar de Héctor Sandarti como el mago y Fernanda Tapia como Srta. Mórrida en algunas representaciones.
Después de dieciséis meses en cartel y 464 funciones, Wicked se despidió de los escenarios mexicanos el 18 de enero de 2015 para dejar paso a El rey león, también de OCESA.

### Madrid
En España se estrenará en octubre de 2025 en el Nuevo Teatro Alcalá de Madrid, con un montaje no réplica de ATG Entertainment.

### Otras producciones
Wicked se ha representado en países como Alemania, Australia, Brasil, Canadá, China, Corea del Sur, Dinamarca, Estados Unidos, Filipinas, Finlandia, Irlanda, Japón, México, Noruega, Nueva Zelanda, Países Bajos, Polonia, Reino Unido, República Checa, Singapur, Suiza o Turquía, y ha sido traducido a multitud de idiomas. En total ha sido visto por más de sesenta millones de personas en todo el mundo y su recaudación global supera los 5 000 millones de dólares.
En Norteamérica ha salido a la carretera en dos ocasiones. La primera gira (Emerald City Tour) dio comienzo el 9 de marzo de 2005 en el Ed Mirvish Theatre de Toronto y durante diez años visitó cincuenta y cinco localidades en Estados Unidos y Canadá, finalizando el 15 de marzo de 2015 en el Pantages Theatre de Los Ángeles. La segunda (Munchkinland Tour) arrancó el 7 de marzo de 2009 en el Barbara B. Mann Performing Arts Hall de Fort Myers y a día de hoy continúa recorriendo las principales ciudades norteamericanas. Además de los dos tours, también ha habido producciones estables en Chicago, Los Ángeles y San Francisco.
La primera adaptación en lengua no inglesa fue la de Japón, donde el espectáculo debutó el 17 de junio de 2007 en el Dentsu Shiki Theatre de Tokio.
En 2021, Stage Entertainment estrenó en el Neue Flora Theater de Hamburgo una nueva versión desarrollada por un equipo creativo diferente del original que contó con dirección de Lindsay Posner, coreografía de Fabian Aloise, diseño de escenografía de Jon Bausor, diseño de vestuario de Moritz Junge, diseño de iluminación de Lucy Carter, diseño de sonido de John Shivers y supervisión musical de Sebastian de Domenico.
La actriz neerlandesa Willemijn Verkaik es la intérprete que más veces se ha puesto en la piel de Elphaba en todo el mundo y la única que lo ha hecho en tres idiomas distintos: alemán, neerlandés e inglés.

## Adaptación cinematográfica
La versión cinematográfica de Wicked se divide en dos partes (2024 y 2025) y cuenta con un reparto liderado por Cynthia Erivo como Elphaba, Ariana Grande como Glinda, Jonathan Bailey como Fiyero, Jeff Goldblum como el mago, Michelle Yeoh como Madame Morrible, Marissa Bode como Nessarose, Ethan Slater como Boq y Peter Dinklage como la voz del Doctor Dillamond. La dirección corre a cargo de Jon M. Chu.

## Números musicales
| Acto I                               |                                    |
| Título original                      | Título en México                   |
| «No One Mourns the Wicked»           | «Muere un ser malvado»             |
| «Dear Old Shiz»                      | «¡Viva Shiz!»                      |
| «The Wizard and I»                   | «El mago y yo»                     |
| «What is this Feeling?»              | «¿Qué es lo que siento?»           |
| «Something Bad»                      | «Algo mal»                         |
| «Dancing Through Life»               | «Sal a bailar»                     |
| «Popular»                            | «Popular»                          |
| «I'm Not That Girl»                  | «No soy yo»                        |
| «One Short Day»                      | «La ciudad esmeralda»              |
| «A Sentimental Man»                  | «Un hombre sentimental»            |
| «Defying Gravity»                    | «En contra de la gravedad»         |
| Acto II                              |                                    |
| Título original                      | Título en México                   |
| «No One Mourns the Wicked (Reprise)» | «Muere un ser malvado (Reprise)»   |
| «Thank Goodness»                     | «¡Qué bueno!»                      |
| «The Wicked Witch of the East» †     | «La bruja mala del este»           |
| «Wonderful»                          | «Maravilloso»                      |
| «I'm Not That Girl (Reprise)»        | «No soy yo (Reprise)»              |
| «As Long as You're Mine»             | «Mientras viva en ti»              |
| «No Good Deed»                       | «No hay bien»                      |
| «March of the Witch Hunters»         | «La marcha de los cazadores de Oz» |
| «For Good»                           | «Por ti»                           |
| «Finale»                             | «Final»                            |

† Canción no incluida en el álbum grabado por el reparto original de Broadway

## Repartos originales
| Personaje                 | San Francisco (2003) | Broadway (2003)        | West End (2006)    | Ciudad de México (2013)          | Madrid (2025)     |
| Elphaba                   | Idina Menzel         | Idina Menzel           | Idina Menzel       | Danna Paola Ana Cecilia Anzaldúa | Cristina Picos    |
| Glinda                    | Kristin Chenoweth    | Kristin Chenoweth      | Helen Dallimore    | Cecilia de la Cueva              | Cristina Llorente |
| Fiyero                    | Norbert Leo Butz     | Norbert Leo Butz       | Adam García        | Jorge Lau                        | Xabier Nogales    |
| El maravilloso mago de Oz | Robert Morse         | Joel Grey              | Nigel Planer       | Paco Morales *                   | Javier Ibarz      |
| Madame Morrible           | Carole Shelley       | Carole Shelley         | Miriam Margolyes   | Anahí Allué                      | Guadalupe Lancho  |
| Nessarose                 | Michelle Federer     | Michelle Federer       | Katie Rowley Jones | Marisol Meneses                  | Lydia Fairén      |
| Boq                       | Kirk McDonald        | Christopher Fitzgerald | James Gillan       | Adam Sadwing                     | Neizan Martín     |
| Doctor Dillamond          | John Horton          | William Youmans        | Martin Ball        | Beto Torres                      | Esteban Oliver    |

* En un principio se anunció que Eugenio Montessoro interpretaría el papel del mago en la producción mexicana, pero finalmente fue Paco Morales quien estrenó el personaje.

## Grabaciones
Existen varios álbumes interpretados en sus respectivos idiomas por los elencos de Broadway, Alemania y Japón, además de la banda sonora de la adaptación cinematográfica.
La grabación original de Broadway fue publicada por Universal Music el 16 de diciembre de 2003 y hasta la fecha ha vendido más de dos millones de copias solo en Estados Unidos. El disco incluye todas las canciones del espectáculo, dejando fuera únicamente el tema «The Wicked Witch of the East» y dos breves reprises de «The Wizard and I» y «A Sentimental Man».

## Premios y nominaciones

### Producción original de Broadway
| Año  | Premio                     | Categoría                             | Nominado                       | Resultado |
| ---- | -------------------------- | ------------------------------------- | ------------------------------ | --------- |
| 2004 | Tony Award                 | Mejor musical                         | Mejor musical                  | Nominado  |
| 2004 | Tony Award                 | Mejor música original                 | Stephen Schwartz               | Nominado  |
| 2004 | Tony Award                 | Mejor libreto de un musical           | Winnie Holzman                 | Nominada  |
| 2004 | Tony Award                 | Mejor actriz principal en un musical  | Idina Menzel                   | Ganadora  |
| 2004 | Tony Award                 | Mejor actriz principal en un musical  | Kristin Chenoweth              | Nominada  |
| 2004 | Tony Award                 | Mejor coreografía                     | Wayne Cilento                  | Nominado  |
| 2004 | Tony Award                 | Mejores orquestaciones                | William David Brohn            | Nominado  |
| 2004 | Tony Award                 | Mejor diseño de escenografía          | Eugene Lee                     | Ganador   |
| 2004 | Tony Award                 | Mejor diseño de vestuario             | Susan Hilferty                 | Ganadora  |
| 2004 | Tony Award                 | Mejor diseño de iluminación           | Kenneth Posner                 | Nominado  |
| 2004 | Drama Desk Award           | Mejor musical                         | Mejor musical                  | Ganador   |
| 2004 | Drama Desk Award           | Mejor música                          | Stephen Schwartz               | Nominado  |
| 2004 | Drama Desk Award           | Mejores letras                        | Stephen Schwartz               | Ganador   |
| 2004 | Drama Desk Award           | Mejor libreto de un musical           | Winnie Holzman                 | Ganadora  |
| 2004 | Drama Desk Award           | Mejor actriz en un musical            | Kristin Chenoweth              | Nominada  |
| 2004 | Drama Desk Award           | Mejor actriz en un musical            | Idina Menzel                   | Nominada  |
| 2004 | Drama Desk Award           | Mejor dirección en un musical         | Joe Mantello                   | Ganador   |
| 2004 | Drama Desk Award           | Mejores orquestaciones                | William David Brohn            | Ganador   |
| 2004 | Drama Desk Award           | Mejor diseño de escenografía          | Eugene Lee                     | Ganador   |
| 2004 | Drama Desk Award           | Mejor diseño de vestuario             | Susan Hilferty                 | Ganadora  |
| 2004 | Drama Desk Award           | Mejor diseño de iluminación           | Kenneth Posner                 | Nominado  |
| 2004 | Drama League Award         | Mejor producción de un musical        | Mejor producción de un musical | Ganador   |
| 2004 | Drama League Award         | Mejor intérprete                      | Kristin Chenoweth              | Nominada  |
| 2004 | Drama League Award         | Mejor intérprete                      | Idina Menzel                   | Nominada  |
| 2004 | Outer Critics Circle Award | Mejor musical de Broadway             | Mejor musical de Broadway      | Ganador   |
| 2004 | Outer Critics Circle Award | Mejor actriz en un musical            | Kristin Chenoweth              | Nominada  |
| 2004 | Outer Critics Circle Award | Mejor actriz en un musical            | Idina Menzel                   | Nominada  |
| 2004 | Outer Critics Circle Award | Mejor actor de reparto en un musical  | Joel Grey                      | Nominado  |
| 2004 | Outer Critics Circle Award | Mejor actriz de reparto en un musical | Carole Shelley                 | Nominada  |
| 2004 | Outer Critics Circle Award | Mejor dirección en un musical         | Joe Mantello                   | Ganador   |
| 2004 | Outer Critics Circle Award | Mejor coreografía                     | Wayne Cilento                  | Nominado  |
| 2004 | Outer Critics Circle Award | Mejor diseño de escenografía          | Eugene Lee                     | Ganador   |
| 2004 | Outer Critics Circle Award | Mejor diseño de vestuario             | Susan Hilferty                 | Ganadora  |
| 2004 | Outer Critics Circle Award | Mejor diseño de iluminación           | Kenneth Posner                 | Nominado  |
| 2004 | Eddy Award                 | Mejor diseño de vestuario             | Susan Hilferty                 | Ganadora  |
| 2005 | Grammy Award               | Mejor álbum de teatro musical         | Mejor álbum de teatro musical  | Ganador   |

### Producción original del West End
| Año  | Premio                    | Categoría                    | Nominado                          | Resultado |
| ---- | ------------------------- | ---------------------------- | --------------------------------- | --------- |
| 2007 | Olivier Award             | Mejor dirección              | Joe Mantello                      | Nominado  |
| 2007 | Olivier Award             | Mejor diseño de vestuario    | Susan Hilferty                    | Nominada  |
| 2007 | Olivier Award             | Mejor diseño de iluminación  | Kenneth Posner                    | Nominado  |
| 2007 | Olivier Award             | Mejor diseño de escenografía | Eugene Lee                        | Nominado  |
| 2009 | Women of the Future Award | Arte y cultura               | Alexia Khadime, Dianne Pilkington | Ganadoras |